# Gerald Götting
Gerald Götting (Nietleben, 9 juni 1923 - Berlijn 19 mei 2015) was een Oost-Duits politicus van de CDUD.

## Loopbaan
Van 1933 tot 1941 studeerde Götting aan de hogeschool in Halle. Van 1942 tot 1945 was hij werkzaam bij de Reichsarbeitsdienst en was hij soldaat eerste klasse bij de Wehrmacht. Na de Tweede Wereldoorlog sloot hij zich in 1946 aan bij de Oost-Duitse Christlich-Demokratische Union Deutschlands (christendemocraten). Van 1947 tot 1949 studeerde hij germanistiek, filologie en geschiedenis aan de Martin-Luther Universiteit in Halle. In 1949 werd hij secretaris-generaal van de CDUD en lid van de Volkskammer (het parlement van de DDR). Tot 1958 was hij vicepresident van de DDR en tot 1963 vicepremier. In 1961 werd hij onderscheiden met de Vaderlandse Orde van Verdienste. Van 1969 tot 1976 was Götting voorzitter van de Volkskammer en van 1976 tot 1989 vicevoorzitter. Van 1966 tot 1989 was hij voorzitter van de CDUD.
Gerald Götting was van 1960 tot 1989 plaatsvervangend Voorzitter van de Staatsraad (dat wil zeggen vicepresident van de DDR).
Op 2 november 1989 trad hij als voorzitter van de CDUD af. Op 7 november 1989 werd hij uit de Staatsraad gezet en in 1991 werd hij als CDU-lid afgezet. In dat jaar werd hij veroordeeld vanwege het verduisteren van partijgelden.
Hij overleed in mei 2015 in Berlijn op 91-jarige leeftijd.

## Verwijzingen
1. ↑  https://web.archive.org/web/20160108090953/http://www.rbb-online.de/politik/beitrag/2015/05/gerald-goetting-cdu-ddr-gestorben.html

- Bibliothèque nationale de France: cb12770473d (data)
- Gemeinsame Normdatei: 118942263
- International Standard Name Identifier: 0000 0001 1033 0490
- Library of Congress Control Number: n83225540
- Nationale Bibliotheek van Tsjechië: jn20000602219
- Nationale Bibliotheek van Israël: 987007396344805171
- Nationale Bibliotheek van Polen: a0000002849595
- Nederlandse Thesaurus van Auteursnamen: 067700829
- Système universitaire de documentation: 084616202
- Virtual International Authority File: 113596572
- WorldCat: E39PBJvtc83x84xjbJywrGF9Xd

## Boeken
Gerald Götting schreef enkele boeken over de toenadering tussen het christendom en het socialisme:
- Der Christ sagt ja zum Sozialismus (1960)
- Der Christ beim aufbau des Sozialismus (1963)
- Christen und Marxisten in gemeinsamer Verantwortung (1974)
- Christliche Demokraten auf dem Weg in die 90er Jahre (1988)